# 1217
Високе Середньовіччя •  Золота доба ісламу •  Реконкіста •  Хрестові походи •  Київська Русь

## Геополітична ситуація
Візантійська імперія розпалася на декілька держав. Оттон IV є імператором Священної Римської імперії (до 1218), а Фрідріх II — королем Німеччини. Філіп II Август править у Франції (до 1223).
Апеннінський півострів розділений: північ належить Священній Римській імперії, середню частину займає Папська область, більша частина півдня належить Сицилійському королівству. Деякі міста півночі: Венеція, Піза, Генуя тощо, мають статус міст-республік, частина з яких об'єднана Ломбардською лігою.
Південь Піренейського півострова в руках у маврів. Північну частину півострова займають християнські Кастилія, Леон (Астурія, Галісія), Наварра, Арагонське королівство (Арагон, Барселона) та Португалія. Генріх III є королем Англії (до 1272), а королем Данії — Вальдемар II (до 1241).
У Києві княжить Мстислав Романович Старий (до 1223), у Галичі — Коломан Галицький, у Володимирі-на-Клязмі ведуть боротьбу за престол сини Всеволода Великого Гнізда. Новгородська республіка та Володимиро-Суздальське князівство фактично відокремилися від Русі. У Польщі період роздробленості. На чолі королівства Угорщина стоїть Андраш II (до 1235).
В Єгипті, Сирії та Палестині править династія Аюбідів, невеликі території на Близькому Сході утримують хрестоносці. У Магрибі панують Альмохади. Сельджуки окупували Малу Азію. Хорезм став наймогутнішою державою Середньої Азії, а Делійський султанат — Північної Індії. Чингісхан розпочав свої завоювання. У Китаї співіснують частково підкорені монголами держава чжурчженів, де править династія Цзінь, й держава тангутів Західна Ся та держава ханців, де править династія Сун, . На півдні Індії домінує Чола. В Японії триває період Камакура.

## Події
- Розпочався П'ятий хрестовий похід. В Акрі висадилися війська угорського короля Андраша II та Австрійського герцога Леопольда VI, однак вони зазнали невдачі перед горою Табор.
- Біркебейнери проголосили королем Норвегії Гокона IV Старого.
- Англійські війська завдали поразки французькому десанту, що висадився на острові під час Першої баронської війни.
- Королем Кастилії став Фердинанд III.
- Правитель Рашки Стефан II Неманич отримав від папи римського Гонорія III королівський титул. Його коронував архимандрит Сава.
- Королівство Англія видало наказ, за якою духовні сани й посади в Ірландії могли займати лише англійці.
- Чингісхан надав своєму полководцю Мухалі титул спадкового принца і призначив його головнокомандувачем монгольської імперії у Північному Китаї.

## Народились
- Джон I, герцог Британії (пом. 1286)
- Болдуїн, Латинський Імператор Константинополя (пом. 1273)